# Prenomi ungheresi
Questa voce raccoglie i nomi di persona tipici della lingua ungherese, con eventuali varianti e, se esiste, l'equivalente in italiano.

## A
Maschili
| Nome      | Varianti                        | Corrispondente italiano |
| --------- | ------------------------------- | ----------------------- |
| Ábela     |                                 | Abele                   |
| Ábraháma  |                                 | Abramo                  |
| Ádáma     |                                 | Adamo                   |
| Adolfa    |                                 | Adolfo                  |
| Adorjána  | Adriána                         | Adriano                 |
| Ágostona  |                                 | Agostino                |
| Ákosa     |                                 |                         |
| Alajosa   |                                 | Aloisio                 |
| Alberta   |                                 | Alberto                 |
| Alfonza   |                                 | Alfonso                 |
| Alfréda   |                                 | Alfredo                 |
| Álmosa    |                                 |                         |
| Ambrusa   |                                 | Ambrogio                |
| Anasztáza |                                 | Anastasio               |
| Andrása   | Andora, Endrea, Andrisa, Bandia | Andrea                  |
| Antala    | Tonia                           | Antonio                 |
| Arisztida |                                 | Aristide                |
| Ármina    |                                 | Erminio                 |
| Árona     |                                 | Aronne                  |
| Árpáda    |                                 |                         |
| Artúra    |                                 | Arturo                  |
| Attilaa   | Etelea                          | Attila                  |
| Auréla    |                                 | Aurelio                 |

Femminili
| Nome        | Varianti                                                 | Corrispondente italiano |
| ----------- | -------------------------------------------------------- | ----------------------- |
| Abigéla     |                                                          | Abigaille               |
| Adaa        |                                                          | Ada                     |
| Adéla       |                                                          | Adele                   |
| Adrienna    |                                                          | Adriana                 |
| Ágnesa      | Ágia                                                     | Agnese                  |
| Ágotaa      | Ágia                                                     | Agata                   |
| Alberta     |                                                          | Alberta                 |
| Alexandraa  | Alexa, Alexaa, Szandraa                                  | Alessandra              |
| Alidaa      |                                                          | Alida                   |
| Aliza       |                                                          | Alice                   |
| Amáliaa     |                                                          | Amalia                  |
| Amandaa     |                                                          | Amanda                  |
| Anasztáziaa |                                                          | Anastasia               |
| Andreaa     |                                                          | Andreina                |
| Angélaa     |                                                          | Angela                  |
| Angyalkaa   | Angelikaa                                                | Angelica                |
| Annaa       | Anikóa, Anitaa, Annuskaa, Hannaa, Pannia, Pannaa, Pankaa | Anna                    |
| Annamáriaa  |                                                          | Annamaria               |
| Antóniaa    |                                                          | Antonia                 |
| Arankaa     |                                                          |                         |
| Auréliaa    |                                                          | Aurelia                 |

## B
Maschili
| Nome       | Varianti                 | Corrispondente italiano |
| ---------- | ------------------------ | ----------------------- |
| Balázsa    |                          | Biagio                  |
| Bálinta    |                          | Valentino               |
| Barnabása  | Barnaa                   | Barnaba                 |
| Bélaa      |                          |                         |
| Bencea     | Vincea                   | Vincenzo                |
| Bendegúza  |                          |                         |
| Benedeka   | Bencea, Benetta          | Benedetto               |
| Benjámina  |                          | Beniamino               |
| Bernáta    |                          | Bernardo                |
| Bertalana  | Bartaa, Bartala, Bertóka | Bartolomeo              |
| Bódog      |                          |                         |
| Boldizsára |                          | Baldassarre             |
| Bonifáca   |                          | Bonifacio               |
| Botonda    |                          |                         |
| Bulcsúa    |                          |                         |

Femminili
| Nome       | Varianti | Corrispondente italiano |
| ---------- | -------- | ----------------------- |
| Barbaraa   | Borbálaa | Barbara                 |
| Beátaa     | Beaa     | Beata                   |
| Beatrixa   | Beaa     | Beatrice                |
| Bernadetta |          | Bernadetta              |
| Bertaa     |          | Berta                   |
| Biankaa    | Blankaa  | Bianca                  |
| Bíborkaa   |          |                         |
| Boglárkaa  |          |                         |
| Brigittaa  | Gittaa   | Brigida                 |

## C
Maschili
| Nome     | Varianti | Corrispondente italiano |
| -------- | -------- | ----------------------- |
| Csabaa   |          |                         |
| Csanáda  |          |                         |
| Csongora |          |                         |

Femminili
| Nome     | Varianti | Corrispondente italiano |
| -------- | -------- | ----------------------- |
| Cecíliaa | Cilia    | Cecilia                 |
| Cintiaa  |          | Cinzia                  |
| Csengea  |          |                         |
| Csillaa  |          |                         |

## D
Maschili
| Nome      | Varianti       | Corrispondente italiano |
| --------- | -------------- | ----------------------- |
| Dániela   | Dania          | Daniele                 |
| Dávida    |                | Davide                  |
| Demetera  | Dömötöra, Döme | Demetrio                |
| Dénesa    |                | Dionigi                 |
| Dezsőa    |                | Desiderio               |
| Domonkosa | Dominika       | Domenico                |
| Donáta    |                | Donato                  |

Femminili
| Nome        | Varianti               | Corrispondente italiano |
| ----------- | ---------------------- | ----------------------- |
| Dalmaa      |                        |                         |
| Daniellaa   |                        | Daniela                 |
| Déliaa      |                        | Delia                   |
| Diánaa      |                        | Diana                   |
| Dominikaa   |                        | Domenica                |
| Dóraa       |                        | Dora                    |
| Dorottyaa   | Dóraa, Dorkaa, Dorinaa | Dorotea                 |
| Dzsenifera  |                        | Ginevra                 |
| Dzsesszikaa |                        | Jessica                 |

## E
Maschili
| Nome     | Varianti      | Corrispondente italiano |
| -------- | ------------- | ----------------------- |
| Edvárda  | Eduárda, Edea | Edoardo                 |
| Edvina   |               | Edvino                  |
| Eleka    |               | Alessio                 |
| Eleméra  |               |                         |
| Éliása   | Illésa        | Elia                    |
| Elizeus  |               | Eliseo                  |
| Emánuela |               | Emanuele                |
| Emila    |               | Emilio                  |
| Erika    |               | Eric                    |
| Ernőa    |               | Ernesto                 |
| Ervina   |               | Ervino                  |

Femminili
| Nome       | Varianti                                           | Corrispondente italiano |
| ---------- | -------------------------------------------------- | ----------------------- |
| Edinaa     |                                                    |                         |
| Edita      |                                                    | Editta                  |
| Eleonóraa  | Ellaa, Nóraa                                       | Eleonora                |
| Elizaa     |                                                    | Elisa                   |
| Elviraa    |                                                    | Elvira                  |
| Elzaa      |                                                    | Elsa                    |
| Emesea     |                                                    |                         |
| Emíliaa    | Emilia                                             | Emilia                  |
| Emmaa      |                                                    | Emma                    |
| Emőkea     |                                                    |                         |
| Enikőa     |                                                    |                         |
| Erikaa     |                                                    | Erica                   |
| Erzsébeta  | Elizabeta, Erzsia, Bözsia, Zsókaa, Bettinaa, Lilia | Elisabetta              |
| Esztera    | Esztia                                             | Ester                   |
| Etelkaa    | Etela                                              |                         |
| Eufrozinaa | Fruzsinaa                                          | Eufrosina               |
| Évaa       | Évikea                                             | Eva                     |
| Evelina    |                                                    | Evelina                 |

## F
Maschili
| Nome       | Varianti      | Corrispondente italiano |
| ---------- | ------------- | ----------------------- |
| Fábiána    | Fabóa         | Fabiano                 |
| Farkas     |               |                         |
| Félixa     |               | Felice                  |
| Ferdinánda |               | Ferdinando              |
| Ferenca    | Feria, Ferkóa | Francesco               |
| Flóriána   |               | Floriano                |
| Frigyesa   |               | Federico                |
| Fülöpa     |               | Filippo                 |

Femminili
| Nome       | Varianti | Corrispondente italiano |
| ---------- | -------- | ----------------------- |
| Fannia     |          |                         |
| Felíciaa   |          | Felicia                 |
| Felicitása | Zitaa    | Felicita                |
| Flóraa     |          | Flora                   |
| Franciskaa | Francia  | Francesca               |

## G
Maschili
| Nome     | Varianti        | Corrispondente italiano |
| -------- | --------------- | ----------------------- |
| Gábora   | Gábriela, Gabia | Gabriele                |
| Gála     |                 | Gallo                   |
| Gáspára  | Gazsia          | Gaspare                 |
| Gellérta |                 | Gerardo                 |
| Gergelya | Gergőa          | Gregorio                |
| Gézaa    |                 |                         |
| Gusztáva |                 | Gustavo                 |
| Györgya  | Gyuria          | Giorgio                 |
| Győzőa   |                 |                         |
| Gyulaa   |                 | Giulio                  |

Femminili
| Nome        | Varianti              | Corrispondente italiano |
| ----------- | --------------------- | ----------------------- |
| Gabriellaa  | Gabia                 | Gabriella               |
| Gertrúda    |                       | Geltrude                |
| Gizellaa    | Gizia                 | Gisella                 |
| Glóriaa     |                       | Gloria                  |
| Grétaa      |                       | Greta                   |
| Gyöngyia    | Gyöngyike             |                         |
| Gyöngyvéra  |                       |                         |
| Gyöngyvirág |                       |                         |
| Györgyia    | Györgyikea, Georginaa | Giorgia                 |

## H
Maschili
| Nome    | Varianti | Corrispondente italiano |
| ------- | -------- | ----------------------- |
| Henrika |          | Enrico                  |
| Hunora  |          |                         |

Femminili
| Nome       | Varianti        | Corrispondente italiano |
| ---------- | --------------- | ----------------------- |
| Hajnaa     | Hajnala, Hajnia |                         |
| Hajnalkaa  | Hajnia          |                         |
| Hangaa     |                 |                         |
| Hedviga    | Hédia           | Edvige                  |
| Helénaa    | Nellia          | Elena                   |
| Helgaa     |                 | Elga                    |
| Henriettaa | Henrietta       | Enrica                  |
| Herminaa   |                 | Erminia                 |
| Hildaa     |                 | Ilda                    |

## I
Maschili
| Nome    | Varianti       | Corrispondente italiano |
| ------- | -------------- | ----------------------- |
| Ignáca  |                | Ignazio                 |
| Imrea   |                | Amerigo                 |
| Istvána | Pistaa, Pistia | Stefano                 |
| Ivána   |                | Ivano                   |
| Izsáka  |                | Isacco                  |

Femminili
| Nome      | Varianti                     | Corrispondente italiano |
| --------- | ---------------------------- | ----------------------- |
| Ibolyaa   |                              |                         |
| Idaa      |                              | Ida                     |
| Ildikóa   | Ildóa, Ildia                 |                         |
| Ilonaa    | Ilonkaa, Ilia, Ilikea, Ilkaa |                         |
| Iréna     |                              | Irene                   |
| Irisz     |                              | Iris                    |
| Irmaa     |                              | Irma                    |
| Ivetta    |                              | Ivetta                  |
| Izabellaa |                              | Isabella                |
| Izidóraa  |                              | Isidora                 |
| Izoldaa   |                              | Isotta                  |

## J
Maschili
| Nome     | Varianti       | Corrispondente italiano |
| -------- | -------------- | ----------------------- |
| Jácinta  |                | Giacinto                |
| Jákoba   | Jakaba         | Giacomo-Giacobbe        |
| Jánosa   | Jancsia, Jania | Giovanni                |
| Jenőa    | Jencia         | Eugenio                 |
| Jónása   |                | Giona                   |
| Jonatána |                | Gionata                 |
| Józsefa  | Jóskaa, Józsia | Giuseppe                |
| Józsuaa  |                | Giosuè                  |
| Jusztin  |                | Giustino                |

Femminili
| Nome      | Varianti                 | Corrispondente italiano |
| --------- | ------------------------ | ----------------------- |
| Jázmina   |                          | Gelsomina               |
| Johannaa  | Hannaa, Jankaa, Zsanetta | Giovanna                |
| Jolánkaa  | Jolána                   |                         |
| Jozefaa   |                          | Giuseppa                |
| Judita    |                          | Giuditta                |
| Júliaa    | Julia, Juliskaa          | Giulia                  |
| Juliannaa |                          | Giuliana                |
| Jusztinaa |                          | Giustina                |

## K
Maschili
| Nome        | Varianti    | Corrispondente italiano |
| ----------- | ----------- | ----------------------- |
| Kajetána    |             | Gaetano                 |
| Kálmána     |             |                         |
| Károlya     | Karcsia     | Carlo                   |
| Kázméra     |             | Casimiro                |
| Kelemena    |             | Clemente                |
| Kendea      |             |                         |
| Konráda     |             | Corrado                 |
| Konstantina |             | Costantino              |
| Koppánya    |             |                         |
| Kornéla     |             | Cornelio                |
| Kristófa    | Krisztofera | Cristoforo              |
| Krisztiána  |             | Cristiano               |

Femminili
| Nome       | Varianti                                                   | Corrispondente italiano |
| ---------- | ---------------------------------------------------------- | ----------------------- |
| Kamillaa   |                                                            | Camilla                 |
| Karolaa    | Lottia                                                     | Carla                   |
| Karolinaa  |                                                            | Carolina                |
| Katalina   | Katalinkaa, Kataa, Katia, Katóa, Kittia, Katicaa, Katinkaa | Caterina                |
| Kincsőa    |                                                            |                         |
| Kingaa     |                                                            | Cunegonda               |
| Kíraa      |                                                            | Cira                    |
| Kláraa     |                                                            | Chiara                  |
| Klaudiaa   |                                                            | Claudia                 |
| Klotilda   |                                                            | Clotilde                |
| Kornéliaa  |                                                            | Cornelia                |
| Krisztinaa |                                                            | Cristina                |

## L
Maschili
| Nome     | Varianti         | Corrispondente italiano |
| -------- | ---------------- | ----------------------- |
| Lajosa   |                  | Luigi                   |
| Lászlóa  | Lacia            | Ladislao                |
| Lázára   |                  | Lazzaro                 |
| Lénárda  |                  | Leonardo                |
| Leventea |                  |                         |
| Lipót    |                  | Leopoldo                |
| Loránda  | Lóránta, Rolanda | Rolando                 |
| Lőrinca  |                  | Lorenzo                 |
| Lukácsa  |                  | Luca                    |

Femminili
| Nome     | Varianti | Corrispondente italiano |
| -------- | -------- | ----------------------- |
| Laraa    |          | Lara                    |
| Lauraa   |          | Laura                   |
| Leaa     |          | Lia                     |
| Lénaa    |          | Lena                    |
| Letíciaa |          | Letizia                 |
| Lídiaa   | Lillaa   | Lidia                   |
| Liliánaa | Liliena  | Liliana                 |
| Lindaa   |          | Linda                   |
| Líviaa   | Lillaa   | Livia                   |
| Lizaa    |          | Lisa                    |
| Lucaa    | Lúciaa   | Lucia                   |
| Lujzaa   |          | Luisa                   |
| Lukrécia |          | Lucrezia                |

## M
Maschili
| Nome     | Varianti                  | Corrispondente italiano |
| -------- | ------------------------- | ----------------------- |
| Marcella |                           | Marcello                |
| Mariána  |                           | Mariano                 |
| Márka    |                           | Marco                   |
| Mártona  | Martina                   | Martino                 |
| Mátéa    |                           | Matteo                  |
| Mátyása  |                           | Mattia                  |
| Mihálya  | Misia, Miksaa             | Michele                 |
| Miklósa  | Nikolasza, Miksaa, Kolosa | Nicola                  |
| Milána   |                           |                         |
| Miksaa   |                           | Massimo                 |
| Móra     |                           | Mauro                   |
| Mórica   | Móra                      | Maurizio                |
| Mózesa   |                           | Mosè                    |

Femminili
| Nome       | Varianti                      | Corrispondente italiano |
| ---------- | ----------------------------- | ----------------------- |
| Magdolnaa  | Magdalénaa, Magdaa, Magdia    | Maddalena               |
| Majaa      |                               | Maia                    |
| Margarétaa | Margita                       | Margherita              |
| Máriaa     | Maraa, Maria, Mariskaa, Majaa | Maria                   |
| Mariannaa  | Marianna                      | Marianna                |
| Maricaa    | Marikaa                       | Marica                  |
| Mártaa     | Mártuskaa                     | Marta                   |
| Martinaa   |                               | Martina                 |
| Matilda    |                               | Matilde                 |
| Melániaa   |                               | Melania                 |
| Melindaa   |                               | Melinda                 |
| Melisszaa  |                               | Melissa                 |
| Mercédesza |                               |                         |
| Milénaa    |                               | Milena                  |
| Míraa      |                               | Mira                    |
| Mónikaa    |                               | Monica                  |

## N
Maschili
| Nome     | Varianti | Corrispondente italiano |
| -------- | -------- | ----------------------- |
| Nándora  |          |                         |
| Nárcisz  |          | Narciso                 |
| Nimróda  |          |                         |
| Noéa     |          | Noè                     |
| Norberta |          | Norberto                |

Femminili
| Nome      | Varianti   | Corrispondente italiano |
| --------- | ---------- | ----------------------- |
| Natáliaa  |            | Natalia                 |
| Nikoletta | Nikolettaa | Nicoletta               |
| Noémia    |            | Noemi                   |

## O
Maschili
| Nome    | Varianti | Corrispondente italiano |
| ------- | -------- | ----------------------- |
| Ödöna   | Ödia     | Edmondo o Eugenio       |
| Olivéra |          | Oliviero                |
| Orbána  |          | Urbano                  |
| Oszkára |          | Oscar                   |
| Ottóa   |          | Oddone                  |

Femminili
| Nome     | Varianti | Corrispondente italiano |
| -------- | -------- | ----------------------- |
| Olgaa    |          | Olga                    |
| Olimpiaa |          | Olimpia                 |
| Olíviaa  |          | Olivia                  |
| Orsolyaa |          | Orsola                  |
| Otília   |          | Odilia                  |

## P
Maschili
| Nome    | Varianti | Corrispondente italiano |
| ------- | -------- | ----------------------- |
| Pála    |          | Paolo                   |
| Paszkál |          | Pasquale                |
| Patrika |          | Patrizio                |
| Pétera  | Petia    | Pietro                  |
| Piusz   |          | Pio                     |

Femminili
| Nome        | Varianti | Corrispondente italiano |
| ----------- | -------- | ----------------------- |
| Patríciaa   |          | Patrizia                |
| Paulaa      |          | Paola                   |
| Petraa      |          | Pietra                  |
| Petronellaa |          | Petronilla              |
| Piroskaa    | Piria    | Prisca                  |

## R
Maschili
| Nome     | Varianti | Corrispondente italiano |
| -------- | -------- | ----------------------- |
| Rafaela  |          | Raffaele                |
| Rajmunda |          | Raimondo                |
| Rezsőa   |          | Ruggero                 |
| Richárda | Rikárdóa | Riccardo                |
| Róberta  | Robia    | Roberto                 |
| Romána   |          | Romano                  |
| Rudolfa  | Rudia    | Rodolfo                 |

Femminili
| Nome     | Varianti               | Corrispondente italiano |
| -------- | ---------------------- | ----------------------- |
| Ráhela   |                        | Rachele                 |
| Ramónaa  |                        | Raimonda                |
| Rebekaa  |                        | Rebecca                 |
| Reginaa  |                        | Regina                  |
| Rékaa    |                        |                         |
| Renátaa  |                        | Renata                  |
| Ritaa    |                        | Rita                    |
| Románaa  |                        | Romana                  |
| Romola   |                        | Romola                  |
| Rozáliaa |                        | Rosalia                 |
| Rózsaa   | Rózaa, Rózsia, Rozinaa | Rosa                    |

## S
Maschili
| Nome         | Varianti                  | Corrispondente italiano |
| ------------ | ------------------------- | ----------------------- |
| Salamona     |                           | Salomone                |
| Sámuela      | Samua                     | Samuele                 |
| Sándora      | Alexandera, Alexa, Sanyia | Alessandro              |
| Sebestyéna   | Szebasztiána              | Sebastiano              |
| Simona       |                           | Simone                  |
| Somaa        |                           |                         |
| Szabolcsa    |                           |                         |
| Szilárda     |                           |                         |
| Szilvesztera |                           | Silvestro               |

Femminili
| Nome      | Varianti       | Corrispondente italiano |
| --------- | -------------- | ----------------------- |
| Sáraa     | Sária, Sárikaa | Sara                    |
| Saroltaa  | Sarolta        |                         |
| Stefániaa |                | Stefania                |
| Szabinaa  |                | Sabina                  |
| Szilviaa  |                | Silvia                  |
| Szonjaa   |                | Sonia                   |

## T
Maschili
| Nome      | Varianti | Corrispondente italiano |         |
| --------- | -------- | ----------------------- | ------- |
| Tamása    | Tomia    | Tommaso                 |         |
| Tibora    | Tiborca  | Tiburzio                |         |
| Tódora    | Tivadara | Teodoro                 |         |
| Timóteusz | Timót    |                         | Timoteo |
| Titusz    |          | Tito                    |         |

Femminili
| Nome     | Varianti      | Corrispondente italiano |
| -------- | ------------- | ----------------------- |
| Tamaraa  |               | Tamara                  |
| Teklaa   |               | Tecla                   |
| Teodóraa |               | Teodora                 |
| Teréziaa | Teréza, Tecaa | Teresa                  |
| Tímeaa   |               |                         |
| Tündea   | Tündéra       |                         |

## V
Maschili
| Nome     | Varianti | Corrispondente italiano |
| -------- | -------- | ----------------------- |
| Valter   |          | Gualtiero               |
| Vencela  |          | Venceslao               |
| Vendela  |          |                         |
| Vida     | Vidaa    | Vito                    |
| Viktora  |          | Vittorio                |
| Vilmosa  | Vilia    | Guglielmo               |
| Vladimír |          | Vladimiro               |

Femminili
| Nome      | Varianti  | Corrispondente italiano |
| --------- | --------- | ----------------------- |
| Valériaa  |           | Valeria                 |
| Vandaa    |           | Wanda                   |
| Vanesszaa |           | Vanessa                 |
| Veraa     |           | Vera                    |
| Veronikaa |           | Veronica                |
| Viktóriaa |           | Vittoria                |
| Vilmaa    |           | Wilma                   |
| Violaa    | Violettaa | Viola                   |
| Virága    |           |                         |
| Viviena   |           | Viviana                 |

## X
Maschili
Femminili
| Nome  | Varianti      | Corrispondente italiano |
| ----- | ------------- | ----------------------- |
| Xénia | Oxána, Szénia | Xenia                   |

## Z
Maschili
| Nome      | Varianti | Corrispondente italiano |
| --------- | -------- | ----------------------- |
| Zalána    |          |                         |
| Zentea    |          |                         |
| Zéténya   |          |                         |
| Zoltána   | Zsolta   |                         |
| Zsigmonda | Zsigaa   | Sigismondo              |
| Zsombora  |          |                         |

Femminili
| Nome       | Varianti                          | Corrispondente italiano |
| ---------- | --------------------------------- | ----------------------- |
| Zoéa       |                                   | Zoe                     |
| Zselykea   |                                   |                         |
| Zsófiaa    | Zsófikaa, Zsókaa, Szófiaa, Szofia | Sofia                   |
| Zsuzsannaa | Zsuzsaa, Zsuzsia, Zsazsaa         | Susanna                 |